# Wentylacja

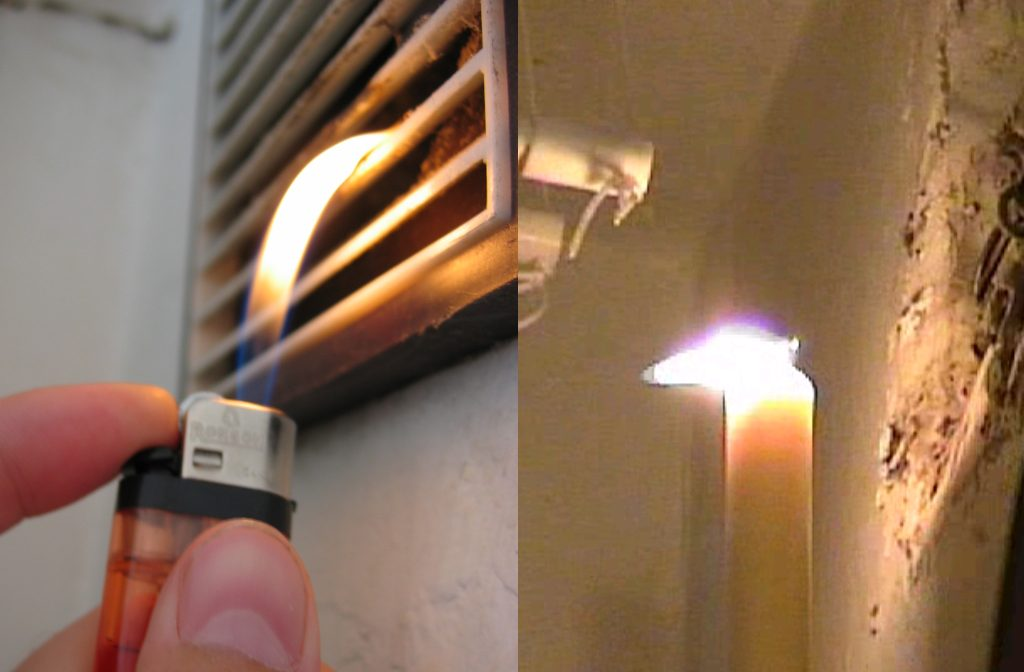
Wentylacja grawitacyjna dobra oraz zła (z ciągiem wstecznym)

Wentylacja – cyrkulacja powietrza, z reguły pomiędzy pomieszczeniami a przestrzenią na zewnątrz. Prawidłowo działająca wentylacja jest niezbędna w pomieszczeniach, gdzie przebywają zwierzęta czy ludzie, dopływające z zewnątrz powietrze zapewnia wymianę zużytego i zanieczyszczonego na świeże, niezbędne do oddychania oraz prawidłowej i bezpiecznej pracy urządzeń zużywających powietrze. Jest to szczególnie ważne w sytuacji dodatkowych zanieczyszczeń, takich jak dym papierosowy, opary substancji chemicznych, pyły itp.

## Rodzaje wentylacji
- naturalna – wymiana powietrza przy wykorzystaniu przeciągu
- grawitacyjna – wymiana powietrza wykorzystująca różnicę ciśnień między przestrzenią wentylowaną a ujściem kanału wentylacyjnego do atmosfery. Zanieczyszczone powietrze zostaje wyssane z pomieszczenia przez kratkę wentylacyjną, a do pomieszczenia napływa powietrze zewnętrzne przez celowo wykonane nawiewy (np. okna, kratki nawiewne sterowane higroskopijnie) albo nieszczelności w obudowie budynku
- mechaniczna – sterowana wymiana powietrza
- hybrydowa – kombinacja wentylacji grawitacyjnej i mechanicznej stosowanych w zależności od zapotrzebowania na świeże powietrze i warunków pogodowych (różnicy gęstości powietrza wywiewanego i otoczenia)

## Widoczne objawy złej wentylacji
- pleśń
- skropliny pary wodnej na szybach oraz innych powierzchniach w pomieszczeniu
- wyczuwalny podwyższony poziom wilgotności powietrza
- ciąg wsteczny powietrza przez kratki wentylacyjne (objawia się między innymi poprzez zapachy pleśni, wlot pyłów, zapachy potraw, spalin, dymu, papierosów)

## Niewidoczne objawy
- częste bóle głowy, zmęczenie.
- podrażnione błony śluzowe
- choroby układu oddechowego
- alergie
- niszczenie ścian budynku